# Oberbrühl
Oberbrühl ist eine Ortschaft in der Stadtgemeinde Weitra im Bezirk Gmünd in Niederösterreich mit 46 Einwohnern (Stand 1. Jänner 2025).

## Geografie
Oberbrühl, das an der alten Verkehrsverbindung zwischen Weitra und Unserfrau liegt, wird von der Lainsitz durchflossen. Der Ort erstreckt sich aus der Niederung der Lainsitz auf eine nach Osten exponierte Anhöhe, die einen letzten Ausläufer des Kudelring (752 m ü. A.) darstellt.
Am 1. April 2020 umfasste die Ortschaft 28 Adressen.

## Geschichte
In der Topographie von Niederösterreich bezeichnet Weiskern den Ort als ein Dorf bei Dietmanns, bei Weitra, wohin es untertäig ist. Ein Otto von Prüle wurde im Jahr 1229 in einer Urkunde des Grafen Leutolds von Plengen und Hardeck als Zeuge genannt.
Im Jahr 1822 wurde der Ort mit 16 einzelnen Häusern genannt, die nach Weitra eingepfarrt waren, wohin auch die Kinder eingeschult wurden. Die Herrschaft Weitra besaß die Ortsobrigkeit, übte die Landgerichtsbarkeit aus, besorgte die Konskription und hatte die Grundherrschaft inne. Im Rahmen der Niederösterreichischen Kommunalstrukturverbesserung trat die damalige Ortsgemeinde Brühl, der Oberbrühl angehörte, per 1. Jänner 1967 der Stadtgemeinde Weitra bei.

## Sehenswertes
Die ehemalige k.k. privilegierte Modewarenfabrik Hackl & Söhne, die zwischen 1843 und 1906 bestand, wird seit 1990 als Museum geführt (). Gezeigt werden die traditionellen Arbeitsschritte sowie deren Mechanisierung und somit die Entwicklung hin zur Textilindustrie sowie auch die wirtschaftliche Lage der ArbeiterInnen.